# Csepel-Rózsadomb
Csepel-Rózsadomb Budapest egyik városrésze a XXI. kerületben,  a Csepel-szigeten.

## Fekvése
Határai a Rózsa utca a Dunától, majd a Rév utca, Vas Gereben utca, II. Rákóczi Ferenc út, Fácánhegyi (korábban 7274.) utca meghosszabbított vonala a Dunáig, végül a Duna folyam a Rózsa utcáig.

## Története
A Csepel-Gyárteleptől délre levő, a Duna balparti sávja mentén beépítetlen terület.